# Strijbeekse Heide
De Strijbeekse Heide is een natuurgebied dat zich bevindt ten noorden van Strijbeek. Het meet 239 ha en is eigendom van Staatsbosbeheer.
Dit voormalig heidegebied werd vanaf 1932 ontgonnen en deels beplant met naaldhout en deels omgevormd tot landbouwgebied. Wel bleven een aantal vennen en de omringende heiderestanten uitgespaard. Het betreft Rondven, Langven, Zwarte Goor en Goudbergven (ook: Patersmeer genaamd). Vanaf 1990 begon men de verdroging tegen te gaan, zijn de vennen uitgebaggerd, heidegebiedjes afgeplagd en recreatieweitjes opgeheven en eveneens afgeplagd.
Vooral het Goudbergven is interessant, daar het omgeven wordt door een paraboolduin. In het ven ligt een veeneiland, waar zachte berk en gagel groeit, maar ook zeldzame planten als veenpluis, kleine veenbes, ronde zonnedauw, kleine zonnedauw, dopheide, lavendelhei, klokjesgentiaan en beenbreek. Tot de heidevegetatie behoort: moeraswolfsklauw, tandjesgras, pilzegge en trekrus. Watervogels op de vennen zijn boomvalk, kuifeend, wintertaling en dodaars.

## Omgeving
De Strijbeekse Heide sluit in het noorden aan op het landgoed Hondsdonk en in het zuiden op het landgoed Elsakker dat in België ligt, ten noorden van Meerle.